# Сосновоборське сільське поселення (Кезький район)
Сосновобо́рське сільське поселення — муніципальне утворення в складі Кезького району Удмуртії, Росія. Адміністративний центр — присілок Сосновий Бор.
Населення — 789 осіб (2018; 865 у 2015, 887 в 2012, 917 в 2010, 1264 у 2002).
До 2006 року існували Стеньгуртська сільська рада (присілки Стеньгурт, Кездур) та Сигинська сільська рада (присілки Сига-2, Пікша, Сига-1, Сига-3, Чекшур). Також до складу новоствореного сільського поселення увійшла частина ліквідованої Великокезької сільської ради (Адямігурт, Ванялуд, Жернопі, Липовка, Мале Медло, Надежда, Сосновий Бор) з новим адміністративним центром.

## Склад
До складу поселення входять такі населені пункти:
| Населений пункт        | Населення, осіб (2002) | Населення, осіб (2010) | Населення, осіб (2012) |
| ---------------------- | ---------------------- | ---------------------- | ---------------------- |
| Адямігурт, присілок    | 52                     | 59                     | 54                     |
| Ванялуд, присілок      | 20                     | 8                      | 8                      |
| Жернопі, присілок      | 6                      | 0                      | 0                      |
| Кездур, присілок       | 135                    | 128                    | 129                    |
| Липовка, присілок      | 201                    | 124                    | 115                    |
| Мале Медло, присілок   | 89                     | 45                     | 44                     |
| Надежда, присілок      | 19                     | 9                      | 9                      |
| Пікша, присілок        | 58                     | 41                     | 40                     |
| Сига-1, присілок       | 36                     | 29                     | 28                     |
| Сига-2, присілок       | 215                    | 118                    | 117                    |
| Сига-3, присілок       | 91                     | 69                     | 66                     |
| Сосновий Бор, присілок | 126                    | 139                    | 134                    |
| Стеньгурт, присілок    | 190                    | 116                    | 112                    |
| Чекшур, присілок       | 26                     | 32                     | 31                     |

## Господарство
В поселенні діють 2 бібліотеки (Сига-2, Стеньгурт), 3 клуби (Сига-2, Стеньгурт), 4 ФАП (Липовка, Мале Медло, Сига-2, Стеньгурт). Серед промислових підприємств працюють СПК «Кезький», ТОВ «Родник».